# Pellenes cinctipes
Pellenes cinctipes är en spindelart som först beskrevs av Banks 1898.  Pellenes cinctipes ingår i släktet Pellenes och familjen hoppspindlar. Inga underarter finns listade i Catalogue of Life.